# Odra (komputer)

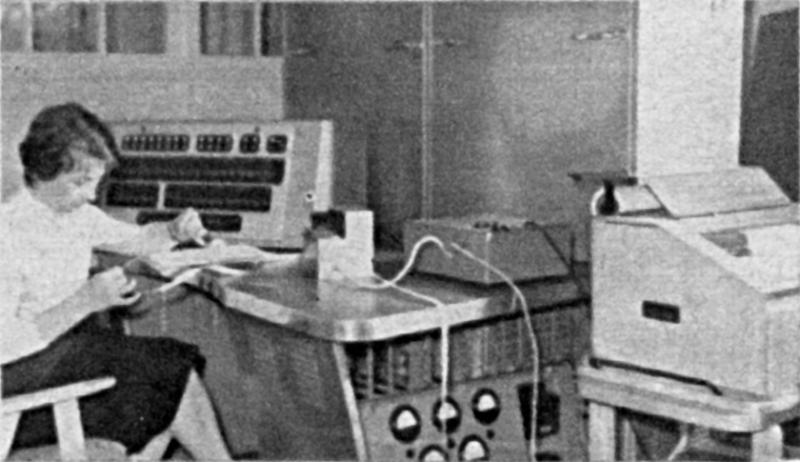
Odra 1001.

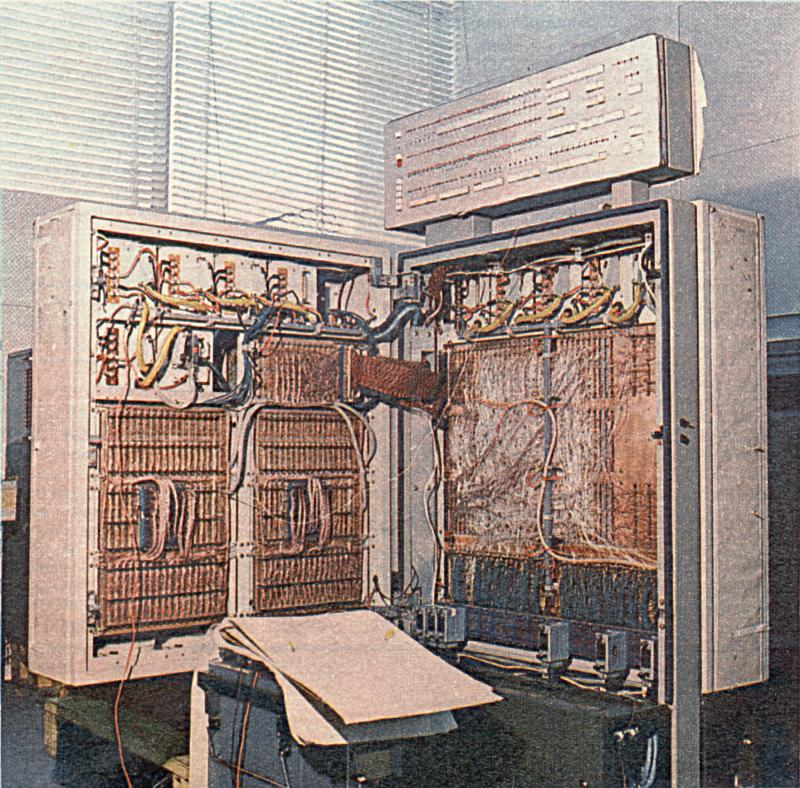
Otwarta jednostka centralna (JC) Odry 1305, 1974 r.

Odra – marka komputerów produkowanych w Zakładach Elektronicznych Elwro we Wrocławiu.

## Historia
Odrę wyróżniała możliwość pracy z oprogramowaniem stworzonym przez firmy trzecie oraz możliwość podłączenia urządzeń peryferyjnych.
Jeden z ostatnich egzemplarzy Odry wyszedł z użycia 18 lipca 2003 po 29 latach bezawaryjnej pracy jako główna sterownia dystrybucji wrocławskiego przedsiębiorstwa Hutmen. Kolejno wyłączono z eksploatacji w roku 2010 i 2012 (Mera Elzab Zabrze), eksponat działający, znajduje się w Muzeum Historii Komputerów i Informatyki, jest to system zbudowany w oparciu o JC 1305 ODRA.
Do lata 2006 roku PKP w Ostródzie używała maszyny cyfrowej Odra 1305, później dwie jednostki tego typu pracowały jeszcze na stacjach rozrządowych Wrocław Brochów i Lublin Tatary. Ostatnią Odrę wyłączono 1 maja 2010 roku w Lublinie. 
W 2017 muzeum MHKI rozpoczęło prace konserwatorskie i uruchomieniowe systemu komputerowego Odra 1305 (muzeum posiada 3 jednostki centralne Odry 1305).
Istnieje emulator terminala Odry (KONSOLA 5.0).
Odnotowano przypadek używania Odry w edukacji poza uczelniami, w ZSZ Żelechów. Komputer został zastąpiony przez komputery 8-bitowe w późniejszym okresie.

## Wersje komputerów
Typy polskiej konstrukcji: Odra 1001, Odra 1002, Odra 1003, Odra 1013, Odra 1103 i Odra 1204. Na licencji firmy ICL: Odra 1304, Odra 1305 oraz powstała w Polsce na ich bazie Odra 1325.